# Mary Philbin

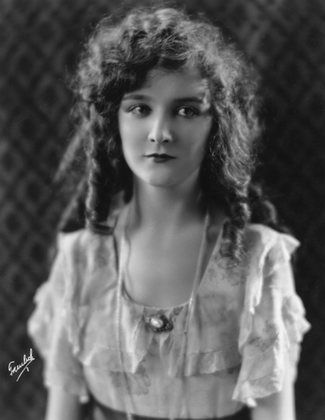
Mary Philbin

Mary Philbin, född 16 juli 1902 i Chicago, Illinois, USA, död 7 maj 1993 i Huntington Beach, Kalifornien, USA, var en amerikansk skådespelare.
Philbin var en tidigare skönhetsdrottning, som blev stjärna i Hollywood under stumfilmseran. Hennes mest kända roll var som hjältinnan i Fantomen på Stora operan (1925), där hon spelade mot Lon Chaney. Hon drog sig tillbaka vid ljudfilmens intåg.
Philbin, som var en riktig "familjeflicka", ägnade resten av sitt liv åt att ta hand om sina gamla föräldrar. 1927 hade hon förlovat sig i hemlighet med chefen för Universal Studios, Paul Kohner, men eftersom han var jude och hon katolik, vägrade hennes föräldrar att gå med på att de gifte sig. Kohner avled 1988 och man fann då i en av hans skrivbordslådor de kärleksbrev Mary Philbin hade skrivit till honom sextio år tidigare. När Philbin fick veta att Kohner avlidit, avslöjade hon att hon också sparat alla de kärleksbrev hon fått från Kohner. 